# Ruth Berlau

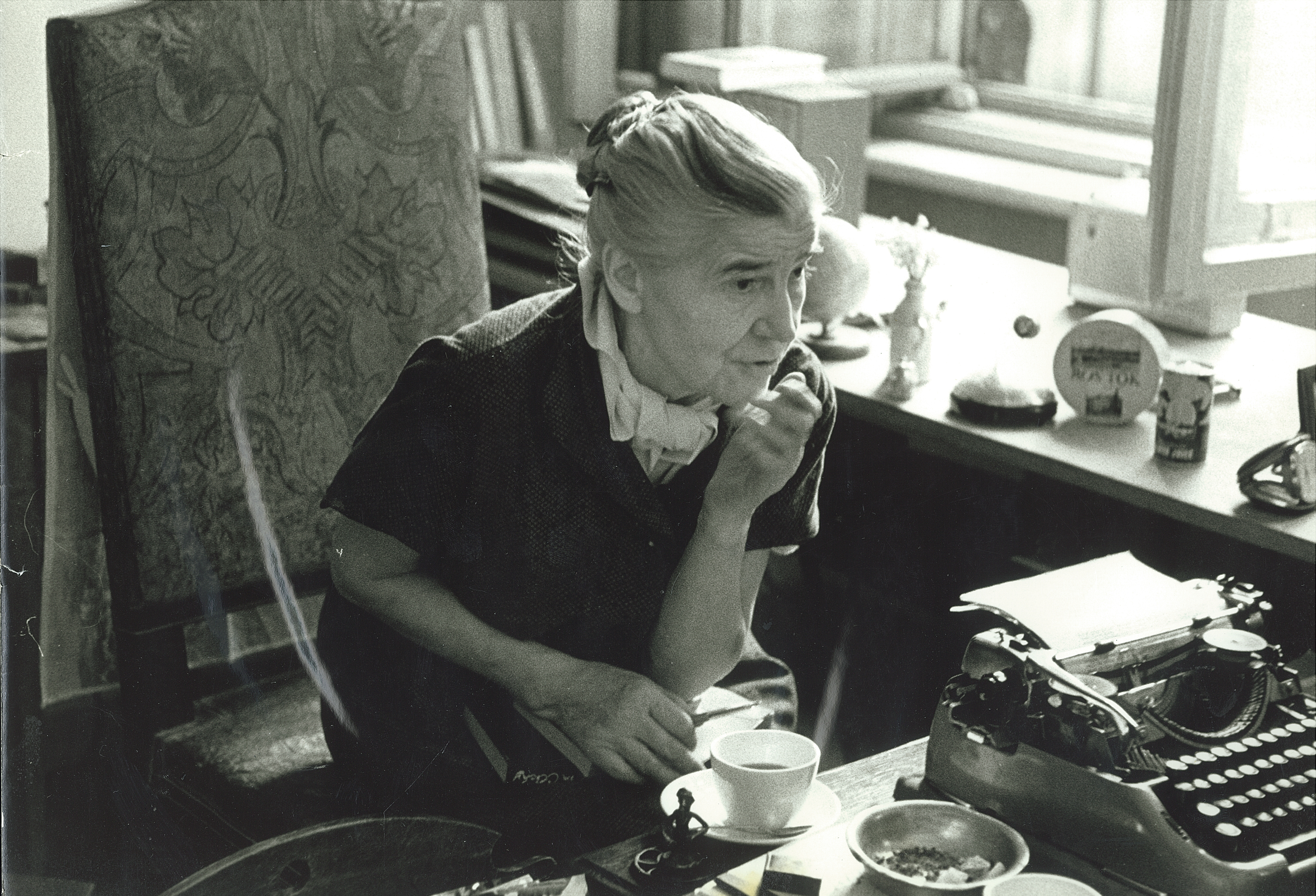
Ruth Berlau an ihrem Schreibtisch

Ruth Berlau (* 24. August 1906 in Kopenhagen; † 16. Januar 1974 in Ost-Berlin) war eine dänische Schauspielerin, Regisseurin, Fotografin und Schriftstellerin. Sie wurde durch ihre Zusammenarbeit mit Bertolt Brecht bei verschiedenen Theaterstücken und Aufführungen bekannt.

## Leben

### Kopenhagen, Dänemark
Ruth Berlau wurde am 24. August 1906 in dem vornehmen Villenvorort Charlottenlund im Norden Kopenhagens als zweite Tochter der Familie geboren. Ihr Vater Wilhelm Berlau, ein in Flensburg geborener Deutscher, war Konservenfabrikant und Teppichgroßhändler, außerdem besaß er ein Hotel. Die Mutter Blanca Berlau, geborene Dehlsen, war eine gebildete Frau, sprach sehr gut Französisch und Deutsch und interessierte sich für die Weltliteratur. Sie betrieb zeitweilig ein französisches Puppengeschäft. Die Familie war sehr reich und die Eltern ambitioniert, den beiden Töchtern eine gute Bildung zu ermöglichen.
Die ältere Schwester Edith studierte Jura. Ruth besuchte eine von Ordensschwestern geführte katholische Schule mit der Absicht, Französisch zu lernen. Sie hatte Spaß am Lernen und war keine schlechte Schülerin, trotzdem verließ sie mit 13 Jahren die Schule. Nach spontaner Verlobung mit Folgen entschloss sich die minderjährige Ruth gegen die ungewollte Schwangerschaft. Die Mutter beendete ihre unglückliche Ehe mit einem Selbstmordversuch, der von den beiden Töchtern jedoch rechtzeitig entdeckt wurde. Sie retteten ihr das Leben. Danach brach Ruth jeden Kontakt zum Vater ab. Die finanzielle Unterstützung der Familie übernahm jetzt sie mit verschiedenen Gelegenheitsjobs wie Kaffeeverkauf auf dem Fahrrad bis hin zur Zahnarzthelferin.
Ruth Berlau heiratete 1926 den 20 Jahre älteren Professor Robert Lund, einen Arzt und Wissenschaftler. Er brachte vier Kinder aus erster Ehe mit. Diese Ehe dauerte zehn Jahre. Robert Lund unterstützte Berlaus Wunsch, Schauspielerin zu werden, wollte aber auch, dass seine Frau die Veranstaltungen der Universität besuchte. Sie nahm als Elevin am Königlichen Theater in Kopenhagen zwei Jahre Unterricht in Schauspielkunst, geleitet von dem Regisseur Per Knutzon. Ihr Interesse galt insbesondere den Fächern Sprechunterricht und Theatergeschichte bei Professor Torben Krogh. Nach dem ersten Studienjahr folgten Rollen in verschiedenen Theaterstücken wie als Puck in Ein Sommernachtstraum, als Christine in Strindbergs Stück Ein Traumspiel und als Johanna in Bertolt Brechts Die heilige Johanna der Schlachthöfe. Eine ihrer besten Rollen war die der „Anna“ in Brechts Trommeln in der Nacht, inszeniert von Per Knutzon.
Die Schriftstellerin Hella Wuolijoki wollte nach der Generalprobe ihres Stückes Die Frauen von Niskavuori die junge Debütantin Ruth Berlau, die so eindrucksvoll die „Martha“ darstellte, kennenlernen. Bis zum Tod von Hella Wuolijoki 1954 blieben sie in Freundschaft verbunden.
1929 fuhr Ruth Berlau mit dem Fahrrad nach Paris. Die Zeitung Ekstra Bladet war an spannenden Auslandsberichten für ihre Leser interessiert und finanzierte die Reise. Für den Preis von 25 Öre pro Zeile beschrieb sie die langweilige Reise so, wie sie sie „erlebt haben wollte“. Ein Journalist, der ihr unterwegs begegnet war, telegrafierte ihre Geschichte und ihr Bild an die Zeitung.
In Paris angekommen, hatte die dortige Presse sie am selben Tag unter dem Titel „Ein dänisches Mädchen kommt allein auf dem Fahrrad von Kopenhagen nach Paris, um sich einen Lippenstift zu kaufen“ bereits angekündigt. Die junge Journalistin ohne Erfahrungen wurde mit großen Ehren empfangen und über Nacht von Paris bis Kopenhagen bekannt. Ermutigt vom großen Erfolg und wieder für Politiken fuhr Berlau 1930 auf dem Fahrrad diesmal nach Moskau.
In ihren Berichten schrieb sie auch über das große internationale Theatertreffen, das zur gleichen Zeit in Moskau stattfand. Das interessierte die Leser nicht und der Chefredakteur forderte sie zur sofortigen Rückkehr auf. Berlau beugte sich der Aufforderung nicht und blieb weitere drei Monate in Moskau. Wieder in Dänemark angekommen, trat sie in die Kommunistische Partei Dänemarks ein und erlangte das „rote Buch“. Zielstrebig widmete sich Ruth Berlau von nun an dem Theater. Sie gründete das erste Arbeitertheater Dänemarks, das sich Revolutionäres Theater (RT) nannte, schrieb und übersetzte Stücke und führte selbst die Regie.
Für ihre Theaterarbeit suchte und stellte sie schnell Kontakte zu linksorientierten dänischen Dichtern, Dramatikern und Schriftstellern her. Von großer Bedeutung und tiefer Freundschaft geprägt waren insbesondere ihre Beziehungen zu Otto Gelsted, dessen Schüler Hans Kirk und zu Martin Andersen Nexø. Mit der Widmung „Til Ruth“ in einem seiner Bücher verewigte Otto Gelsted die Freundschaft zu Ruth Berlau.

### Begegnung mit Brecht – Arbeits- und Liebesbeziehung
Bevor sie Brecht kennenlernte, hatte Ruth Berlau mit dem Schreiben einer Reihe von Artikeln Erfahrungen gesammelt und war mitten in der Arbeit zu ihrem ersten Roman Videre (zu Deutsch „Weiter“). Das Buch wurde 1935 beim Hasselbach Verlag veröffentlicht. Im Sommer 1933 fuhr Ruth Berlau im Auftrag eines Studentenkomitees auf die dänische Insel Thurø. Den Auftrag, die Schriftstellerin Karin Michaëlis für eine Veranstaltung des Komitees in Kopenhagen zu gewinnen, hatte sie aber erst angenommen, als sie erfahren hatte, dass der deutsche Dichter und Dramatiker Bertolt Brecht mit Familie nach seiner Flucht aus Deutschland bei Michaëlis wohnte.
Berlau wollte Brecht unbedingt treffen, nicht nur weil sie in seinem Stück Trommeln in der Nacht die Rolle der „Anna“ spielte. Sie hoffte auch für ihr Arbeitertheater, das sich auf den Spuren des epischen Theaters à la Brecht befand, von Brecht Ratschläge zu bekommen. Bei dem von Michaelis organisierten Mittagessen lernte sie den berühmten Dichter kennen. Er berichtete über ein Stück, das er nach Maxim Gorkis Roman Die Mutter geschrieben hatte. Brecht setzte das Gespräch mit der jungen Schauspielerin am nächsten Morgen fort, bei dem er ihr aus der „Moritat vom Reichstagsbrand“ vorlas und einige Strophen nach der Melodie zu Die Moritat von Mackie Messer aus der Dreigroschenoper vorsang. Für ihre Theaterarbeit sei wichtig, dass sie über einen Projektionsapparat verfüge, empfahl ihr Brecht. Er wusste nicht, dass sie bereits einen besaß, mit dem sie die Auftritte ihres Theaters aufnahm und auch später zahlreiche Aufnahmen von Brecht, seiner Familie, Freunden und von seinen Inszenierungen machte. Ihre Theaterarbeit war dennoch sehr improvisiert, sie hatte keine eigene Bühne und die Proben fanden in Kellern und Gasthäusern statt; auch bei der Wahl der Dekoration musste sie viel improvisieren.
Am 5. September 1933 holte Ruth Berlau Brecht, Helene Weigel und Karin Michaëlis nach Kopenhagen. In Robert Lunds Wohnung in der Prinzessegade 18, gegenüber dem Schloss Rosenborg, hatte sie für Weigel, Brecht und den Komponisten Otto Mortensen, der Weigel am Klavier begleiten sollte, eine Probe für ihren Auftritt in der Abendveranstaltung für neuimmatrikulierte Studenten organisiert. 1934 begann Berlau mit der Übersetzung von Die Mutter. Otto Gelsted übersetzte die Songs. Ende September 1935 begannen unter der Regie von Ruth Berlau die Proben für Die Mutter am Amateurtheater RT (Revolutionäres Theater), mit Dagmar Andreasen in der Hauptrolle der Mutter.
Zwischen Brecht und Berlau war es der Beginn einer intensiven Zusammenarbeit und Liebesbeziehung. Berlaus Kopenhagener Mutter-Aufführung war eine Modellinszenierung nach dem Vorbild der Berliner Aufführung vom 17. Januar 1932, von der sie nur zwei bis drei Fotos pro Szene hatte; später wurde für die „Modellbücher“ ihre Zahl vervielfacht. Brecht und Weigel unterstützten Berlau bei der Regie. Die Aufführung wurde im Herbst mit Auswahl einiger Szenen in der Borups Höjskole, im Studentenverein sowie in Betrieben und auf Parteiversammlungen gespielt.
Berlau war stolz auf den Einsatz ihres Projektionsapparats, mit dem Ausschnitte und Fotos aus Tageszeitungen die Bezüge zu den gespielten Szenen herstellten konnten.
Brecht zu übersetzen war selbst für die erfahrensten Übersetzer stets eine mit großen Schwierigkeiten verbundene Herausforderung. Ruth Berlau nahm diese Herausforderung jedoch an und übersetzte einige Szenen aus Furcht und Elend des Dritten Reiches für ihr inzwischen viel größer gewordenes Arbeitertheater (Arbejdernes Teater). Für die Zusammenkünfte mit Brecht, der ungern in Hotels wohnte, kaufte sie ein kleines Bauernhaus in Wallensbäck. Hier entstand Brechts erste der „Lai-Tu“-Geschichten über das „Feuermachen“, die am Ende des Me-ti/Buch der Wendungen zu lesen sind. „Lai-Tu“, Ruth Berlau, war Brechts Schülerin, er zeichnete ihre Fehler auf, erzog und belehrte sie: „Liebe ist eine ‚Produktion‘ und sein Verhältnis zu ihr von der ‚dritten Sache‘ geprägt.“
Im Juli 1937 reisten Berlau und Brecht nach Paris. Brecht bedauerte gegenüber Martin Andersen Nexø, dass er eine Einladung zum II. Internationalen Schriftstellerkongress zur Verteidigung der Kultur, der am 4. Juli 1937 in Valencia begann und danach in Madrid weitergeführt wurde, zu spät erhalten hatte. Er schickte an seiner Stelle Ruth Berlau nach Spanien und gab ihr seine Rede mit. Ruth Berlau flog im Flugzeug des Politkommandeurs der sowjetischen Spanienkämpfer Kolzow von Paris nach Madrid.
Von Egon Erwin Kisch dort in den Kreis seiner Journalistenkollegen und freiwilligen Spanienkämpfer aufgenommen, zog Berlau mit ihm, Ernst Busch, Nordahl Grieg, Bodo Uhse, Erich Weinert u. a. an die Fronten des Bürgerkrieges. Ruth Berlau kehrte nicht, wie verabredet, von Madrid nach Kopenhagen zurück. Es war ihr wichtiger, dem sozialdemokratischen Abgeordneten Georg Branting, der ein Komitee zur Unterstützung der Spanischen Republik leitete, zu helfen, „als in dem noch friedlichen Dänemark herumzusitzen“. Über sein vergebliches Warten und seine Enttäuschung, gemischt mit Eifersucht und Misstrauen über ihren Wortbruch, schrieb Brecht mehrere Gedichte (Kin-jeh sagte von seiner Schwester, Unser unaufhörliches Gespräch, Zweites Gedicht Kin-jehs über seine Schwester), die er in das Buch der Wendungen aufnahm. In Kin-Leh und der Schüler, der wegging meinte Brecht: Nach der Rückkehr sei „Tu“ (Kurzform von Lai-Tu) wieder aufgenommen worden, „aber das Verhältnis wurde nie mehr dasselbe“.
In Dänemark, außerhalb seines Sprachraums und ohne Mitarbeiter, war Brecht zum ersten Mal auf sich allein gestellt. Ohne die bewährte Kollektivarbeit mit Ruth Berlau konnte er Die Gewehre der Frau Carrar nicht zu Ende schreiben. Der Mangel an Mitarbeitern war nach Ansicht Berlaus der wahre Grund, warum Brecht sie so sehr vermisst hatte.
Berlau inszenierte (unter Mitarbeit Brechts) Die Gewehre der Frau Carrar. Die erste Aufführung mit Mitgliedern ihres Kopenhagener Arbejdernes Teater fand am 19. Dezember 1937 vor Emigranten statt. Das Aftenbladet schrieb in einer Rezension vom 20. Dezember 1937: „Das stark dramatische Stück wurde ausgezeichnet dargeboten, geprägt sowohl von der Begeisterung dieser Laienschauspieler als auch von der gekonnten Regie Ruth Berlaus. Namentlich Dagmar Andreasen als Mutter spielte fein und empfindsam.“ Eine zweite Aufführung fand am 14. Februar 1938 als Wohltätigkeitsveranstaltung für die Deutsch-Schüler in der Borups Höjskole Kopenhagen statt. Die Zeitungen waren erneut voller Lob und berichteten über eine gelungene Aufführung.
Im August 1938 arbeitete Brecht mit Ruth Berlau an ihrer Novellensammlung Jedes Tier kann es, die 1940 mit dem dänischen Titel Ethvert dyr kan det unter dem Pseudonym Maria Sten herauskam. Für den von Ruth Berlau bearbeiteten englischen Schwank Alle wissen alles schrieb Brecht ein Vorwort, in dem er seiner „Sympathie zu dieser Art Gattung der Dramatik“ Ausdruck verlieh.
Brecht war inzwischen nach Schweden übergesiedelt, und seine Mitarbeiterin Margarete Steffin unterstützte Berlau bei den Korrekturen der Svendborger Gedichte. Sie schickte die Zweitkorrektur an die Setzerei nach Kopenhagen, danach gab Berlau den Band mit eigenen Geldmitteln heraus. Aus Bescheidenheit und anstatt sich selbst als Herausgeberin zu benennen, ließ Berlau Wieland Herzfelde mit seinem Malik-Verlag in London hineindrucken. Brecht schrieb darauf an sie: „Von allen Menschen, die ich kenne, bist Du der großzügigste.“ Von Herzfelde wurde sie später wegen der „hässlichen“ Form der Ausgabe, die nicht der der Gesammelten Werke entsprach, kritisiert.

### Über Schweden, Finnland und Russland in die USA
1939 übersiedelte Brecht mit Weigel auf die Insel Lidingö in Schweden. Für Ruth Berlau, die vorerst in Kopenhagen blieb, schrieb er das Gedicht „Ich will mit dem gehen, den ich liebe“. Sie spielte zu dieser Zeit am Kopenhagener Theater und besuchte Brecht mehrfach an spielfreien Tagen.
In Kopenhagen übersetzte Ruth Berlau Furcht und Elend des Dritten Reiches und inszenierte das Stück in ihrem Arbeitertheater. Das Stück spielte noch, als Deutschland Dänemark schon besetzt hatte. Schweden war zu dieser Zeit zwar neutral, lieferte aber Eisenerze nach Deutschland und unterstützte damit die Rüstungsindustrie der Nazis. In diesem Zusammenhang schrieben Brecht und Berlau den Einakter Was kostet das Eisen. Weil deutsche Immigranten grundsätzlich gefährdet waren, verbarg Brecht seine Autorschaft unter dem Pseudonym John Kent.
Mit Mitgliedern eines schwedischen sozialdemokratischen Arbeitertheaters begann Ruth Berlau mit den Proben zu Was kostet das Eisen, führte die Regie und fotografierte die Aufführung. Brecht unterstützte sie bei den Proben. Am 14. August 1939 wurde das Stück in der Volkshochschule von Tollare bei Stockholm mehrfach aufgeführt.
Brecht flüchtete am 17./18. April 1940 aus Schweden nach Finnland. In einem Brief an Ruth Berlau forderte er sie auf, ein Einreisevisum für die USA zu beantragen oder, wenn das zu lange dauere, ein Besuchsvisum. „Denn von jetzt ab warte ich auf dich, wohin immer ich komme, und ich rechne immer mit dir. Und ich rechne nicht wegen dir auf dein Kommen, sondern wegen mir, Ruth“. Und für Lai-Tu: „Sie bekommt den Auftrag, auf sich achtzugeben und sich durch die Gefahren zu bringen, bis unsere Sache beginnt, die echte, für die man sich aufsparen muss. Liebe Ruth e p e p Bertolt.“
Brecht wandte sich an Henry Peter Matthis, Ruth Berlau aus dem von deutschen Truppen besetzten Kopenhagen herauszuhelfen, indem er ihr eine Einladung nach Stockholm verschaffe. Er sorgte sich um Ruth Berlau und bat auch Hella Wuolijoki in zwei Briefen, ihr bei der Übersiedlung zu helfen. Er fühle „eine ziemliche Verantwortung für Ruth. Es kann, wenn sich der Naziapparat in Kopenhagen erst einmal einspielt, unmöglich verborgen bleiben, was sie in Zusammenarbeit mit mir alles gemacht hat.“
Das Einreisevisum, das Ruth beim amerikanischen Konsulat in Helsinki beantragt hatte, wurde ihr aufgrund ihrer Mitgliedschaft in der KP Dänemarks (seit 1930) vorerst verweigert. Sie war inzwischen von Robert Lund geschieden und konnte und wollte nicht mehr zu ihm und nach Dänemark zurück. Der dänische Konsul Baek in Helsinki verfasste schließlich eine Erklärung an das amerikanische Konsulat: „Diese Berlau war verheiratet mit Professor Robert Lund. Sie war Schauspielerin am Königlichen Theater. Sie ist zwar in die Kommunistische Partei eingetreten, aber sie ist eine Salonkommunistin. In Kopenhagen fuhr sie mit einem großen Lincoln-Wagen herum und keiner nahm ihr ab, dass sie eine Kommunistin ist. Man lachte über sie.“ Kurze Zeit danach erhielt sie das Einreisevisum für die USA. Nach einem Zwischenaufenthalt in Stockholm traf Ruth Berlau Mitte Mai in Helsinki ein (ab 20. Mai 1940 in einer Pension gemeldet).
Im Sommer kamen Ruth und Margarete Steffin im Gutshaus von Hella Wuolijoki in Marlebäck unter. Brecht wohnte mit seiner Familie dort in einem kleinen Nebengebäude „zwischen schönen Birken“. Nach einigen Zwistigkeiten mit Helene Weigel zog Berlau aus dem Gutshaus aus. In einem Zelt, nur einen Katzensprung von Brechts Haus entfernt, setzte sie die Arbeit für ihn fort. Einige seiner Texte zu den Flüchtlingsgesprächen zeichnete Brecht bei Berlau im Zelt auf.
Von Mai bis Juli 1941, nachdem die politische Lage in Finnland für die Exilanten immer bedrohlicher wurde, reiste Brecht mit Angehörigen, Steffin und Berlau über Leningrad nach Moskau. Steffin konnte wegen ihres zunehmend schlechten Zustandes nicht weiter reisen. Sie wurde im Sanatorium Hohe Berge in Moskau untergebracht und verstarb dort am 4. Juni 1941.
Mit dem Transsibirien-Express über Wladiwostok, weiter mit dem schwedischen Frachter „S.S. Annie Johnson“ reisten Brecht mit Familie und Berlau über Manila weiter nach Los Angeles, Kalifornien in die USA und trafen am 21. Juli 1941 im Hafen San Pedro ein. Brecht und seine Familie bezogen für kurze Zeit die mit finanzieller Unterstützung von William Dieterle gemietete Wohnung in Hollywood, Nr. 1954, Argyle Avenue. Ruth Berlau fuhr mit einigen Genossen, die sie auf dem Schiff kennengelernt hatte, weiter nach Los Angeles und mietete sich dort eine kleine Wohnung. Neben eigenem Kapital von mindestens 1000 Dollar, das eine der Bedingungen für die Einreise in die USA war, verfügte sie über eine monatliche Unterstützung von 75 Dollar aufgrund des Scheidungsvertrages mit Robert Lund. Er unterstützte Berlau, pflegte den Kontakt zu ihr und besuchte sie bis zu seinem Tod 1962 in Berlin.
Bis Ende 1941 arbeitete Brecht eng mit Berlau an den Filmgeschichten Der Schneemann und Das Gras sollte nicht darüber wachsen für einen Film mit Peter Lorre und Bermuda-Troubles (keine davon wurde verfilmt).
Am 29. März 1942 schrieb Brecht: „Arch Oboler hat von Ruth Berlau ein Hörspiel über den Freiheitskampf Norwegens erhalten, das dieser nun unter seinem Namen senden lässt.“ Als sie sich über den Diebstahl beklagte, wunderte er sich, „dass Ruth nichts für defence tun will“. Brecht notierte: „Unterschied zwischen Opferbringen und Opfersuchen.“
Anfang Mai 1942 fuhr Ruth Berlau mit einer Quäkerfrau aus Santa Monica, die für die Gleichberechtigung der Frauen eintrat, zu einem Kongress nach Washington, D.C. Sie wurde von den Suffragetten, die schon in England für die Rechte der Frauen kämpften, eingeladen. Unter dem Thema „Was bedeutet der Nazismus für die Frauen?“ berichtete sie, wie Hitler eine deutsche Hausfrauenbewegung hervorgerufen hatte. Brecht war über ihre Reise konsterniert. Und wie nach ihrer ungewissen Rückkehr aus Spanien 1937 erduldete Brecht auch jetzt „die Qualen eines Mannes an der Seite einer sich emanzipierenden Frau, die die Geschlechterrollen umkehrte und den Mann warten ließ“. Auf ihren im Zug geschriebenen Brief gestand ihr Brecht, dass er durch ihre unerwartete Reise durcheinandergekommen sei; sie habe „wirklich manchmal was von Galy Gay (aus Mann ist Mann)“ an sich, „der ausging, einen Fisch zu kaufen. Und den Himalaja eroberte. […] Wie lang willst Du eigentlich bleiben?“
Die dänische Abteilung des Büros für Kriegsinformation Office of War Information, die über ihren Auftritt in Washington informiert war, bot Ruth Berlau an, über einen Kurzwellensender nach Dänemark zu sprechen, und wollte ihr die Reisekosten zurück nach New York erstatten. Es war ihr wichtig, dass sie unabhängig war, ihren Lebensunterhalt selbst verdiente und die Chance nutzte, die sich bot, „nicht immer als Anhängsel von Brecht behandelt zu werden“. Sie bekam schließlich ein festes Engagement am Office of War, schrieb Radioberichte und sendete sie nach Dänemark.
In New York mietete sie sich zusammen mit der Leiterin des Büros Ida Bachmann eine preiswerte 2-Zimmer-Wohnung in der 57th Street 124, nahe den Skylines. An Brecht schrieb sie, da sie ihn „jetzt anständig empfangen kann“, seine Reise nach New York schnell zu planen. Brecht war von der neuen Situation betroffen. In einem Brief schrieb er, er freue sich, dass sie Arbeit habe, wehrte sich aber gegen ihre Anschuldigungen, er habe sie nicht genügend beachtet. „Ich sah immer, wenn Du schlecht behandelt wurdest, tat oft etwas dagegen, aber was soll ich viel tun können, wenn ich nicht mehr gut bin mit Helli? Du darfst nicht von ‚erst-müssen-wir-alles-unter-uns-ordnen‘ reden. So was ist schrecklich.“ Im November 1942 löste Brecht die kalifornische Wohnung von Ruth Berlau auf und schrieb ihr: „nehme Schreibmaschinentischchen, Teppich, Konfutse zu mir.“ Nach New York wolle er erst fahren, wenn er mehr Zeit habe „als nur zwei Wochen“.
1943 standen Ruth Berlau und Lillie Laté aufgrund einer Nachricht von Georg Branting im Zusammenhang mit Hella Wuolijoki unter der Beobachtung des FBI.
Am 12. Februar 1943 traf Brecht in Ruth Berlaus New Yorker Wohnung in der 57. Straße ein. Er war nicht allein ihretwegen gekommen, denn in New York wohnten viele seiner politischen Freunde, Mitarbeiter und Gesprächspartner wie Gerhart und Hilde Eisler, der Publizist Hermann Budzislawski, der nach 1933 die Neue Bühne herausgegeben hatte, Hermann Duncker, Karl Korsch, der nach der Novemberrevolution von 1918 vorübergehend Justizminister von Thüringen war, und der Gewerkschafter Jacob Walcher mit Frau Hertha, einer früheren Sekretärin von Clara Zetkin, und Kurt Weill. Nicht weit von Berlaus Wohnung wohnte der Dichter W. H. Auden, mit dem Brecht Websters The Duchess of Malfi für Elisabeth Bergner bearbeitete und übersetzte. Hier entstanden auch viele bekannte Fotografien von Brecht, aufgenommen von Berlau. Während Brechts Aufenthalts in New York bis Mai 1943 wurde auch Berlau in die Entstehung der Stücke Schweyk im Zweiten Weltkrieg, Die Geschichte der Simone Machard und The Duchess of Malfi weitgehend einbezogen. Brecht war mit ihrer Arbeit zufrieden. Zurück in Santa Monica schickte er Berlau eine Vollmacht für weitere geschäftliche Verhandlungen in seinem Auftrag.
Im November 1943 fuhr Brecht erneut nach New York und wohnte bis zu seiner Rückreise im März 1944 bei Ruth Berlau. Es war der Beginn ihrer Zusammenarbeit an den ersten Entwürfen zu Brechts neuem Stück Der kaukasische Kreidekreis.
Der Chef des Office of War in Washington erfuhr von dem dänischen Sozialdemokraten Hans Bendix, dass Ruth Berlau in Spanien auf „der falschen Seite“ gekämpft hatte. Und ausgerechnet ihm, dem Denunzianten, hatte sie die Stelle beim Office of War vermittelt! Der Arbeitsvertrag wurde ihr und auch ihrer Zimmergenossin Ida Bachmann im Sommer 1944 gekündigt.
Ruth Berlau war arbeitslos. Mit mehreren Gelegenheitsjobs versuchte sie Geld zu verdienen. „Von der Nachtbar zum Leierkasten, von der einbeinigen Höckerfrau und einem auf dem Tisch tanzenden Chinesen zu Wischlappen und Staubsauger, alles lernt Berlau in dieser Zeit kennen.“ Über das Erlebte in New York der vierziger Jahre schrieb sie kleine Geschichten auf, die heute noch „auf fatale Weise zeitgemäß“ erscheinen.
Ruth Berlau widmete sich zunehmend dem Fotografieren und erwarb bei dem Fotografen Josef Breitenbach in einem dreimonatigen Fotokurs im Privatunterricht das fototechnische Grundwissen. Beide kannten sich aus der Zeit der Pariser Premiere von Die Gewehre der Frau Carrar in Paris 1937, als Berlau seine Aufführungsfotos als eine Art Modellbuch für die Kopenhagener Aufführung am 19. Dezember 1937 nutzte, und auch er bekam über Helene Weigel ihre Bilder zugeschickt. Später folgte ein Fotokurs bei ihm an der Venice High School in Los Angeles. Einträge in Breitenbachs Taschenkalender zeugen von weiteren Treffen und dem gemeinsamen Fotografieren im Juni 1945 während der Aufführung von Brechts The Private Life of the Master Race. Brecht bedankte sich im Juli 1945 bei ihr für die Fotos von der Aufführung, von denen ihm am besten die gefielen, auf denen man die ganze Bühne sieht. Er fand es „großartig“, dass Ruth Berlau das Fotografieren lernen wollte: „das können wir so gut brauchen, besonders für Theater“.
Im Mai 1944 teilte sie Brecht mit, dass sie von ihm schwanger sei. Er freute sich und ermahnte sie, jetzt müsse sie „doppelt vorsichtig sein“. Als Peter Lorre ihr anbot, in seiner Villa in Santa Monica zu wohnen, fuhr sie mit dem Zug hin. Ruth Berlau erinnerte sich, dass „auch Brecht sehr dankbar war für Peter Lorres Hilfe“.
Am 3. September 1944 musste sich Berlau aufgrund eines Tumors einer Operation unterziehen. Der gemeinsame Sohn Michel wurde zu früh geboren und überlebte nur wenige Tage. In seinem Journal vermerkte Brecht: „3. September 44 Ruth wird operiert in Cedars of Lebanon“ und „Hab 40 Dollar bezahlt, für Michels Urne, darauf steht: Michel Berlau.“ Peter Lorre bezahlte die Krankenhauskosten und lud sie erneut zur Erholung in sein Haus ein. Die aus dieser Zeit überlieferten Fotos und Filmaufnahmen bezeugen Berlaus Wunsch, schnell zur Normalität zurückkehren, sowie ihre fotografische Professionalität.
Im Dezember 1944 vermerkte Brecht: „Daneben photographische Experimente mit R. [Ruth], bestimmt, ein Archiv meiner Arbeit anzulegen. Unzählige Versuche, bei denen uns einmal sogar Reichenbach unterstützt.“ Dabei suchte Brecht nach einer Möglichkeit, seine Arbeit leicht und kompakt transportieren zu können. Er arbeitete zu dem Zeitpunkt an dem Glücksgott, einem Thema, das damals noch nicht als Oper geplant war. Brecht brachte die Figur aus dem chinesischen Viertel von Los Angeles für 40 Cent mit, und es ist als erstes Motiv auf dem ersten Fotofilm Berlaus zu sehen. Gleichzeitig arbeitete Brecht an der Versfassung des Kommunistischen Manifestes. Jedes Mal, wenn Brecht zahlreiche Korrekturen vornahm, fotografierte Berlau das Manuskript aufs Neue.
Ruth Berlau wurde an ihrem Aufenthaltsort weiter von Spitzeln des FBI beobachtet. Sie soll im Besitz einer ins „Englische übersetzten und nicht überlieferten“ Notiz einer „dritten Person“ gewesen sein, der zufolge Brecht Material über Rosa Luxemburg sammelte.
Auf Brechts Wunsch fuhr Berlau im März 1945 von Los Angeles zurück nach New York. Vom FBI wurden Details ihrer Sachen, darunter sechs Behälter mit fotografischer Ausrüstung, eine umfangreiche Sammlung von kopierten Gedichten und Akten registriert und der rechtzeitige Einbau einer Abhöranlage in ihrer New Yorker Wohnung angeordnet.
Wieder allein in New York, nahm Berlau eine intime Beziehung zu einem dänischen Seemann auf und wünschte sich Distanz zu Brecht. Am 2. Dezember 1945 vermerkte Brecht: „Rufe nachts Ruth an und höre Ungünstiges.“ Er erfuhr von ihr bei dem Anruf, dass sie sich „frei“ von Brecht fühle.
Während der Weihnachtszeit 1945 erlitt Berlau einen Nervenzusammenbruch. Ida Bachmann war zu dieser Zeit zusammen mit ihr in der Wohnung und schrieb an Brecht ausführlich über Berlaus Zustand. „Seit Berlau aus Kalifornien nach NY gekommen ist, sei sie physisch außerordentlich angeschlagen, bei sehr harter Arbeit und wenig Ruhe. … Wenn man Ruth Berlaus Wohnung gesehen hat – auf dem Bett, auf dem Fußboden, auf dem Tisch, in der Schreibmaschine, überall lagen sorgfältig nummerierte Seiten von Brechts Manuskripten. In der Badewanne lagen die Fotokopien davon. Da sie so wenig Geld hatten, war Ruths Wohnung Verlag und Kopieranstalt.“ Auf Veranlassung von Dr. Gruenthal, dem Leibarzt von Peter Lorre, wurde Ruth Berlau am 31. Dezember 1945 ins Bellevue-Krankenhaus gebracht und von dort in die geschlossene Nervenheilanstalt in Amityville auf Long Island überwiesen. Dort sei sie nur durch Referenzen von Paul Czinner und Elisabeth Bergner aufgenommen worden. Ida Bachmann schrieb, Berlau sei bis März 1946 mit Elektroschocks behandelt worden, „wolle aber so schnell wie möglich nach Hause“. Infolge der Elektroschocks konnte sich Berlau an die Dauer der Behandlung und wann sie die Nervenheilanstalt verlassen hatte, nicht mehr erinnern. Nach ihrer Genesung, etwa ein Vierteljahr später, siedelte sie nach Kalifornien über und wohnte in Pacific Palisades im Haus einer Freundin, die sie aus der norwegischen Abteilung des New Yorker Büros für Kriegsinformation gut kannte.
Brecht arbeitete zu dieser Zeit intensiv mit Charles Laughton an der amerikanischen Fassung von Leben des Galilei. In die einst bewährte Zusammenarbeit wurde auch Berlau einbezogen. Sie übersetzte zwischen Laughton, der kein Wort Deutsch sprach, und Brecht, der ihm halb deutsch und halb englisch gestisch vorspielte, und fotografierte in Brechts Auftrag. Ihre Arbeit endete oft erst nachts in der Dunkelkammer, wo sie die Aufnahmen entwickelte und vergrößerte, damit sie für die Proben am nächsten Morgen auf Brechts Tisch lagen. „Die Aufgaben waren so interessant“, erinnerte sie sich später, „dass man sie freiwillig übernahm, denn Brecht hat nie jemanden dazu gezwungen oder auch nur darum gebeten. Im Gegenteil, er sagte immer wieder, jetzt hast Du so viel gearbeitet. Aber wenn er höflich fragte, wo sind die Bilder, die Du gestern aufgenommen hast, dann waren sie natürlich da, denn sonst hätte Brecht nicht weiter arbeiten können.“
Die Premiere von Galileo im Coronet Theatre in Beverly Hills fand am 30. Juli 1947 statt. Über die Vorstellung resümierte Brecht in einem Schreiben an Ferdinand Reiher: „Bühne und Aufführung erinnerten durchaus an das Schiffbauerdammtheater in Berlin, der intellektuelle Teil des Publikums ebenfalls. Ruth fotografierte und filmte alles, so können sie in N.Y. zurechtkommen ohne mich.“ Nach dem Verhör im Kongressausschuss für unamerikanische Fragen flog Brecht über Paris nach Zürich. Die Vorarbeiten zur New Yorker Premiere übernahm fortan der Regisseur Joseph Losey. Jede Änderung von Losey und Laughton, die sie gegenüber Brechts Aufführung in Hollywood einbringen wollten, dokumentierte Ruth Berlau mit der Leica und einer 16-mm-Schmalfilmkamera. Als die Änderungen immer mehr wurden, bat Berlau „Laughton, Brecht selbst zu informieren und einen Brief an ihn zu schreiben“. Nachdem sich Laughton weigerte, an Brecht zu schreiben, überzeugte ihn Berlau, „Schallplatten zu besprechen und Brecht zu erzählen, was er ändert und warum. Diese Platten (Schellackplatten, H.H.) existieren noch.“
Von Ruth Berlau sind neben 3000 Fotos von Galileo und dem gleichnamigen Stummfilm, aufgenommen im Coronet Theatre Hollywood, August 1947, einige Farbaufnahmen, eine Serie farbiger Diapositive der New Yorker und „farbige Platten“ der kalifornischen Aufführung überliefert, die „eine absolute Rarität darstellen: wegen ihrer Farbigkeit“ – Beweise ihrer Fleißarbeit und Professionalität, Selbstständigkeit und Experimentierfreude. Im Oktober 1955, Jahre später, sollte Brecht die Wichtigkeit der farbigen Aufnahmen erkennen und Berlau für die Filme „und (die) farbigen Platten“ der kalifornischen Aufführung von Galileo danken. „Das wird uns enorm helfen.“ Und im Dezember 1955 schrieb er an sie, „für die Kostüme (seien) ihre Farb-Dias der New Yorker Aufführung des Galileo hilfreich“.

### Zurück nach Europa
Nach seiner Ankunft in Zürich schrieb Brecht einen ausführlichen Brief an Berlau. „Wohnung noch nicht, jedoch ziehe ich morgen in das gerade freie Atelier eines Dramaturgen am Schauspielhaus, um nicht im Hotel bleiben zu müssen. Vielleicht sollten wir so bald wie möglich nach Italien gehen? Ich möchte aber zuvor noch irgendwas für Helli am Schauspielhaus ausmachen.“ Er erkundigte sich in dem Brief weiter nach den Galileo-Proben, bedankte sich für die Fotos, die sie ihm geschickt hatte, und teilte mit, dass er unbedingt einen Wagen brauche. Die Schweiz sei teuer; die Finanzsituation, „ob man reich und arm ist“, wisse man erst nach der Galileo-Premiere. Nach der New Yorker Premiere von Galileo regelte Ruth alle für die Abreise nach Europa notwendigen Formalitäten und reiste mit einer Kiste Zigarren für Brecht und ihrer gesamten Fotoausrüstung in die Schweiz. Am 22. Januar 1948 traf sie in Zürich ein, und am selben Abend kam Brecht zu ihr. Sie begannen ohne jeden Übergang mit der Arbeit. Denn Brecht und Neher steckten mitten in der Inszenierung von Antigone. Berlaus erste Aufgabe bestand darin, die Skizzen von Casper Neher mit Arrangement, Haltung, Gesten, Dekorationsentwürfen und Kostümen auf Filmmaterial zu bringen.
Am 5. Februar 1948 nahm Berlau in Chur an der ersten Probe teil und erinnerte sich: „Zum ersten Mal sah ich, was Regie für Brecht bedeutet. Ich war fasziniert, mit wie viel Spaß Brecht die Antigone probierte. Alles entwickelte sich ohne Hektik, obwohl gar nicht viel Zeit zur Verfügung stand, amüsant, höflich, voller Bereitschaft zu präziser Arbeit. Helene Weigel war gut gelaunt und sehr graziös.“ Brecht vereinbarte mit Hans Curjel, dem Leiter und Produzenten des Churer Theaters, während der Proben und der Aufführung das Exklusivrecht für Berlaus Aufnahmen von Antigone.
Am 15. Februar 1948 fand die Uraufführung von Antigone des Sophokles in Chur statt. Unmittelbar danach begannen Brecht und Berlau das Antigonemodell 1948 herzustellen. Der Gebrüder Weiss Verlag, Berlin, veröffentlichte das Buch ohne großen Erfolg, denn Weiss bekam die letzten Fotos von Ruth erst kurz vor seiner Abreise aus Zürich. Zudem verfügte er 1948 über kein gutes Papier für die Reproduktion. Ruth Berlau erinnerte sich an ihre enorme Arbeit: „Die Aufnahmen, die ich Euch hier (das Modellbuch) überliefere von einer Brecht-Neher-Weigel-Zusammenarbeit, sind nur eine kleine Auswahl aus zweitausend Fotos. Im Archiv haben wir gelungene farbige Aufnahmen (farbige Diapositive, H.H.), die die Schönheit der Dekoration und der Kostüme zeigen.“ Über die Entstehung der Modelle schrieb Brecht: „Der erste Versuch, Modelle epischen Theaters zu benutzen, wurde von R. Berlau in Kopenhagen unternommen. Sie benutzte für Die Mutter und Die Gewehre der Frau Carrar mit der Volksschauspielerin Dagmar Andreasen Fotografien früherer Aufführungen (Carrar, Paris 1937; Die Mutter, 1932, Berlin, H.H.).“
Das Antigonemodell war das einzige Manuskript, das Brecht in der Schweiz verkaufen konnte, obwohl er mit vielen Verlegern Verhandlungen führte. Um ihre eigene finanzielle Lage aufzubessern, schrieb Berlau weiter für reaktionäre Blätter.
Herr Puntila und sein Knecht Matti von Brecht nach Erzählungen der finnischen Schriftstellerin Hella Wuolijoki wurde am 5. Juni 1948 im Schauspielhaus Zürich uraufgeführt. Berlau hatte von Brecht erneut die Aufgabe bekommen, die Proben und die Aufführung fotografisch zu dokumentieren. Später, wenn Brecht über die Fotos anderer Fotografen urteilte, nahm er automatisch Vergleich mit denen von Berlau und nannte deutlich den Unterschied. „… die Fotos, die ich kriegte (von Hofmeister), zeigen was man machen könnte, d. h. mit dem Licht wie es ist. Aber sie sind merkwürdig unpoetisch und es fehlt fast immer das besondere, individuelle Auge, das die deinen haben. Es ist halt keine mechanische Sache.“
Blandine Ebinger, die die Rolle des Apothekerfräuleins in Herr Puntila und sein Knecht Matti übernommen hatte, beschrieb eine Probe, die deutlich zeigt, wie Brecht die Regie seiner Mitarbeiterin Berlau zu schätzen wusste. „Am nächsten Tag hatten wir Umbesetzungsprobe. Schon am Abend vorher hatte es mich gestört, dass eine Freundin von Brecht, Frau B., immerzu fotografierte. Sobald man etwas wichtiges zu sagen hatte – Klick! – kam dieses feine Geräusch. Endlich hörte es auf. … Wir sprachen also unseren Text, und Brecht rief von unten, ich solle eine bestimmte Haltung annehmen. Ich war verstimmt wegen der störenden Knipserei und – änderte meine Haltung nur ein wenig. Brecht ärgerte sich. Frau B. wünschte, dass ich mir ein Kopftuch auf besondere Weise umlegte. Ich machte es nur nachlässig, das aber entsprach ihrem Wunsch nicht. Brecht wurde daraufhin so gereizt, dass er einen Wutanfall bekam und eine Flut beleidigender Worte ausstieß. Unter anderem riet er mir, zur Schauspielschule zurückzugehen.“ Im Arbeitsjournal 1942–1955 vermerkte Brecht am 10. Juni 1948 über die Premiere von Herr Puntila und sein Knecht Matti u. a.: „Schwieriger als mit den Schauspielern steht es mit dem veralteten Beleuchtungsapparat, mit dem die Bühne nicht gleichmäßig stark beleuchtet werden kann, so dass man mit Scheinwerfern die Gesichter dann herausleuchten muss; die während der Aufführung von Ruth gemachten Fotos zeigen, wie das Scheinwerferlicht die Gesichter dann förmlich ausblendet, was das Zuschauen anstrengend macht.“ Es existiert nur dieser Brecht-Vermerk, mit dem er einzig Ruth Berlaus Zuständigkeit an den Aufnahmen von Herr Puntila und sein Knecht Matti im Schauspielhaus Zürich bestätigte, wie auch, dass ihr Foto- und Filmmaterial sich in seinem Besitz befand.
Die Frage, ob man nun überhaupt ein Drama, ein Stück fotografisch festhalten kann, beantwortete Ruth Berlau in ihren Notaten Die Wahrheit ist konkret: „Regie, Schauspielkunst, Dekoration, Kostüme – jawohl, aber ein Drama? Doch, man kann es. Wenn man in die Bewegung hineinfotografiert, behaupte ich, ist es möglich, insbesondere, wenn es sich um epische Stücke, epische Regie und epische Darstellungskunst handelt.“ Damit kommt zum Ausdruck, wie sie mit Serienaufnahmen die Bewegungen der Schauspieler auf der Bühne dokumentierte.
Da Brecht keine Einreiseerlaubnis für die amerikanische Zone Deutschlands bekam, fuhr Ruth Berlau in seinem Auftrag im August 1948 für mehrere Monate nach München. Sie besaß noch einen Journalistenausweis von den Amerikanern und konnte damit nicht nur frei herumreisen, sondern auch im Münchener Pressezentrum wohnen. Damit hatte sie auch den Vorteil einer unzensierten schnellen Postverbindung und konnte auch nach Zürich telefonieren, was Deutschen zu dieser Zeit nicht erlaubt war. Im Auftrag von Brecht nahm sie Kontakt mit Erich Engel und Brechts Freund Jakob Geis auf, führte Verhandlungen mit dem Münchener Verleger Kurt Desch „(und über ihn ein Auto für Brecht beschaffen), und über eine Aufführung von Puntila und sein Knecht Matti (mit Fritz Kortner) in München.“ Während dieser Zeit nahm Ruth Berlau auch am Nürnberger Prozess teil und berichtete darüber an dänische Zeitungen, um Geld zu verdienen.

### Endstation Ost-Berlin
Im Oktober 1948 kam Ruth Berlau mit Brecht und Weigel im Hotel Adlon im Ostteil Berlins zusammen. Sie begannen von dort aus mit den Verhandlungen über die Gründung eines eigenen Theaters, das heute als Berliner Ensemble bekannt ist. Erst 1954 konnte Brecht sein „Schiff“ übernehmen und eröffnete es – „merkwürdigerweise“ (Berlau) – nicht mit einem eigenen Stück, sondern mit Molières Don Juan in der Regie von Benno Besson. Der Intendant Wolfgang Langhoff akzeptierte sofort den Vorschlag Brechts, selbst im Deutschen Theater Mutter Courage und ihre Kinder zu inszenieren.
Am 11. Januar 1949 fand die Premiere von Mutter Courage und ihre Kinder im Deutschen Theater Berlin statt; sie wurde als „das bedeutsamste Theaterereignis seit 1945“ (Fritz Erpenbeck, Vorwärts, 13. Januar) und als „eindeutiges politisches Bekenntnis“ (Wolfgang Heise, Die Tribüne, 13. Januar) gelobt. Brecht ließ von Ruth Berlau in mehreren hundert Fotos die Berliner Aufführung dokumentieren und von seinem Regieassistenten Heinz Kuckhahn zahlreiche Regienotate zu einem Konvolut der Regieanmerkungen zu Bertolt Brechts Chronik aus dem Dreißigjährigen Krieg „Mutter Courage und ihre Kinder“ zusammenstellen. Diese Dokumentation sah Brecht als eine Regiepartitur an, eine Grundlage für das spätere Modellbuch des Stückes.
Anfang März 1949 reisten Berlau und Brecht erneut nach Zürich, um sich um Mitarbeiter für das Berliner Theaterprojekt für den Zeitraum vom 1. November 1949 bis zum 1. Februar 1950 zu bemühen. Brechts Tochter Barbara reiste mit. Von Brecht, der zu jener Zeit am Stück über die Pariser Commune arbeitete – geplanter Titel: Die Tage der Kommune –, wurde Berlau einbezogen. Sie erinnerte sich: „Meine Arbeit bestand weniger darin, die Geschichte der Kommunarden zu studieren – die kannte Brecht natürlich –, sondern mit ihm herauszufinden, welche Konsequenzen aus der Niederlage der Kommunarden gezogen werden müssen.“ Auf einem Ausflug nach Basel zum „Fastnachtstrommeln“ mit Brecht und Tochter Barbara fotografierte Berlau die Masken und erstellte von Begegnungen mit den Freunden Max Frisch, Fritz Kortner und Caspar Neher zahlreiche Serienaufnahmen.
Zurück in Deutschland traf Berlau am 30. Juni 1949 in Wuppertal ein und prüfte die Bedingungen für die Aufführung von Mutter Courage und ihre Kinder (21. Juli 1949) an den Städtischen Bühnen. Brecht, der Bedenken gegen die Aufführung ohne fachgemäße Anleitung in Wuppertal hatte, empfahl „Frau Ruth Berlau, meine langjährige Mitarbeiterin und ausgezeichnete Regisseurin, zu gestatten, das Grundarrangement mit den Schauspielern vornehmen zu lassen“. Als Herausgeberin des Modellbuchs der Berliner Aufführung (11. Januar 1949) stellte Berlau mit Bildmaterial und Regieanweisungen die Bedingungen für die Aufführung von Mutter Courage und ihre Kinder zusammen. Später wurde dieses Material in Buchform beim Suhrkamp-Verlag herausgegeben und interessierten Theatern zur Nutzung leihweise übergeben.
Das Wuppertaler Stadttheater war gegen Brechts Modellinszenierung von Mutter Courage und ihre Kinder und zeigte öffentlichen Widerstand gegen die Regisseurin Ruth Berlau: „Man treibt in diesem Falle die künstlerische Selbstvernichtung so weit, dass man seine eigene Inszenierung überwachen lässt, und zwar durch die Delegierte Bert Brechts, Ruth Berlau.“ Ruth Berlau fuhr nach München und berichtete dort Brecht über die wachsenden Widerstände gegen das Theatermodell. Auf der gemeinsamen Rückfahrt nach Berlin am 3. September 1949 machte Berlau zahlreiche Fotos von Freunden und von Brechts Geburtsstadt Augsburg, die er als „etwas zertrümmert, fremd, lässt mich ziemlich kalt“ empfand.
Kurz darauf fuhr Berlau nach Leipzig und nahm als Regisseurin an der Inszenierung von Mutter Courage und ihre Kinder teil. Sie fotografierte ihre Inszenierung und stellte ein Proben-Modellbuch her. Im Programmheft zur Premiere von Die Mutter am 15. Januar 1950 im Kammerspiel Leipzig wurde unter anderem auch der Aufsatz von Ruth Berlau Die Einzigartigkeit der Position Brechts veröffentlicht.
Während dieser Zeit zeichneten sich bei Berlau gesundheitliche Probleme und Erschöpfungszustände ab. Seit ihrer Rückkehr nach Europa (22. Januar 1948 Zürich) verfügte sie über kein festes Einkommen. Sie geriet zunehmend in finanzielle Notsituationen, die zu ihrer psychischen Belastung erheblich beitrugen. In einem Brief an Helene Weigel rechnete Berlau ihr vor, was sie vor einem Jahr in der Schweiz für Barbara ausgegeben hatte. In dieser Zeit steckten Brecht und sie mitten in der Bearbeitung von Die Tage der Commune, zudem musste sie die mit den offenbar schwierigeren Eigenschaften eines Teenagers behaftete Barbara rundum versorgen. Brecht, die Freunde Mertens und Korthner sahen sich nicht imstande, ihr zu helfen, noch wollten sie sich mit Barbaras Faulheit und Problemen auseinandersetzen. So blieb diese Belastung an Berlau hängen. In dem Brief resümierte sie darüber: „Ich habe große Schwäche: Freunde lässt man nicht im Stich.“ In der ganzen Emigration habe sie mit Helene Weigel Mitleid gehabt, jetzt habe sie keines mehr. „Du spielst (obwohl nicht episch, sondern dramatisch) die Hauptrolle im Courage, Du leitest Brechts Theater, Du hast ein Haus, ein Auto, so Mitleid wäre nicht am Platze.“ Berlau forderte von Helene die sofortige Rückzahlung der Ausgaben in der Schweiz von 347 Franken und von 300 Ost-Mark für die Sachen, die sie ihr nach Weißensee gebracht hatte. Sie brauche das Geld dringend, da ihr Konto überzogen sei, und für die zum Leben notwendigen Ausgaben. Offensichtlich in Antwort auf Berlaus Forderungen an Weigel bat Brecht sie, „alles zu vergessen“, was sie „Böses“ gesagt habe. „Du hast zu viel gearbeitet, daran bin ich schuld.“
Ende Februar 1950 wurde Ruth Berlau in die Nervenklinik der Berliner Charité eingeliefert. An Brecht schrieb sie, da er immer von sich sage, er sei der selbstständigste Dichter Deutschlands, solle er mal darüber nachdenken, ob sie in dieser (Krankenhaus-)Atmosphäre frisch werden könne. Für sie sei wichtig, die Klinik so schnell wie möglich zu verlassen, und sie bat ihn zu helfen, „wenn nicht aus Liebe, so aus Kameradschaft“. Im gleichen Brief forderte sie Brecht kategorisch auf, ihr einen offiziellen Vertrag mit dem Berliner Ensemble zu verschaffen. Sie habe „wie eine Irre die Foto-Modellbücher geklebt“, die alle an andere Theater verschickt wurden. Brecht solle der Weigel mit seinem Weggang drohen, wenn sie ihr keine ruhigen Arbeitsbedingungen verschaffe und keinen Vertrag als Archivleiterin am Ensemble gebe. „Was ist denn los mit Dir – alles kann ich nicht entschuldigen damit, dass Du ein Genie bist – alles nicht. … Was Weigel kann, kann ich auch.“ Dabei ging es Brecht und Weigel mit der Gründung ihres eigenen Theaters in Ostberlin sehr gut, sie hatten ein solides und sicheres Einkommen. Ihre „Geldprobleme und Schulden“ während der Emigration waren offensichtlich schnell vergessen – wollte man sich überhaupt daran erinnern?
Auf Berlaus Bitten und Forderungen entschuldigte sich Brecht zunächst wegen seines Verhaltens, und er (der Lehrer Me-Ti) hatte angefangen, „ein paar Punkte aufzuschreiben, wie wir es machen könnten, auf einer neuen Basis.“ Tabellarisch stellte Brecht Berlaus positive den negativen Verhaltensweisen bzw. Leistungen gegenüber. Die positiven wurden zur Stärkung ihres Selbstbewusstseins hervorgehoben, u. a.: „entscheidend geholfen, die Idee von Modellaufführungen durchzusetzen“, „herausgegeben ein entscheidendes Buch Antigonemodell“, „selber beste Modellaufführung in Ostzone inszeniert (Mutter)“, und zum Schluss: „Was zu tun ist: Schnelle Überwindung der Erschöpfungsphase. Bis dahin Vorsicht bei öffentlichem Auftreten und im Verkehr mit Personen, die im öffentlichen Leben stehen, d. h. Selbstzensur.“ Brecht riet auch: „Geldprobleme Brecht überlassen.“ Dass er damit den Anfang einer symbiotischen Beziehung zu Ruth Berlau auf finanzieller Basis statuierte, muss ihm bewusst gewesen sein, denn die gleichen folgenschweren Zerwürfnisse wegen nicht bezahlter Honorare an sie sollten sich später mehrfach wiederholen. Brecht selbst wusste zu gut die Macht des Geldes zu schätzen, hatte er doch nur zwei Jahre zuvor an den Verleger Desch geschrieben, dass er „noch einige Zeit, vielleicht für ein Jahr“, eine finanzielle Basis für Zürich brauche, sonst riskiere er „sehr viel angesichts der Zerteilung Deutschlands. Ich lebe hier keineswegs fürstlich, aber die Schweiz ist sehr teuer. So bedeutet jetzt Geld für mich wirklich Unabhängigkeit in ganz besonderem Sinne.“
In einem weiteren Brief an Berlau in der Charité, ohne Anrede und Unterschrift, versachlichte Brecht ihre Beziehung: Statt des Persönlichen und des Privaten sollte die dritte Sache, der Sozialismus, die Grundlage ihrer Beziehung werden, und wichtig sei, „was wir für den Sozialismus auf diese Stufe und in diesen Jahren tun können, konkret“. Zum Schluss fasste er zusammen: „Keiner schuldet keinem etwas, jeder schuldet alles der dritten Sache“. Ausgenommen waren – dank der Kollektivarbeit – die eigenen Tantiemen. In einem anderen Brief wurde Brecht noch deutlicher auf Berlaus Forderung: „Du wirst nicht von Tantiemen leben“, er gehe schließlich jeden Tag arbeiten und lebe auch nicht von Tantiemen.
Es existieren zwei befristete Arbeitsverträge mit der staatlichen Kommission für Kunstangelegenheiten. Diese wurde vertreten durch das Berliner Ensemble am Schiffbauerdamm, Intendant Helene Weigel, und Ruth Berlau in der Aufgabe als Leiterin des literarischen und fotografischen Archivs vom Berliner Ensemble, für den Zeitraum vom 1. September 1953 bis 31. August 1954 bzw. vom 1. September 1954 bis 31. August 1955. In der Zeit davor und danach pendelte Berlau in Brechts Angelegenheiten und in seinem Auftrag zwischen Zürich, Leipzig, München, Rotterdam, Kopenhagen und Stockholm.
Ende März 1950, nach ihrer Entlassung aus der Klinik, reiste Ruth Berlau zur Erholung nach Holland.
Im Mai 1950 fragt Hella Wuolijoki Brecht, ob er im Sommer in Helsinki zwei seiner Stücke (vermutlich Die Mutter und Puntila) inszenieren könne. Brecht sagte mit Bedauern ab und benannte die Gründe: „Du weißt, es liegt das ganze Berliner Ensemble mit seinen 60 Leuten auf Hellis und meinen Schultern“. Er schlug statt seiner die Regisseurin Ruth Berlau vor, die beide Stücke bereits inszeniert und die Modellbücher für die Regie angefertigt hatte.
Am 4. September 1950 begannen in den Kammerspielen in München die Proben zu Mutter Courage und ihre Kinder mit Therese Giehse in der Hauptrolle. Als Assistenten für die Regie wurden neben Ruth Berlau auch die jungen Regisseure Egon Monk und Eric Bentley eingestellt. Egon Monk erinnerte sich später an die Zusammenarbeit und die Atmosphäre: „Irgendwo“ steht in Brechts Anmerkungen zur Berliner Aufführung, „mit irgendetwas muss man doch auf jeden Fall anfangen; warum sollte es nicht etwas schon einmal Durchdachtes sein?“ „Das schon einmal Durchdachte war transportabel. Ruth Berlau hatte zwei dicke Bände mit den beschrifteten Fotos von der Berliner Aufführung in Brechts Steyr nach München mitgenommen. Sie erhielten, da sie (R. B.) die Vorstellung mehrfach durchfotografiert hatte, auf einen Blick das gesamte Arrangement.“ Monk erlebte in München den Bayrischen Brecht, den privaten und persönlichen, der auch den Mann Brecht erkennen ließ. „Würde mich nicht noch heute eine eingewurzelte Hemmung daran hindern, bestimmte Worte im Zusammenhang mit Brecht zu benutzen, so würde ich sagen, das Zusammensein mit Bertolt Brecht und Ruth Berlau in München war harmonisch.“
Auch Ruth Berlau stellte Veränderungen in Brechts Umgang mit seinen neuen Mitarbeitern in Berlin gegenüber den früheren fest, die ihm im Exil zur Verfügung gestanden hatten, und kritisierte ihn: „Du bist nicht mehr der weise Lehrer, der Du warst. Du bist grob zu den Leuten und hast gegen den und den Antipathien ohne Grund.“ Brecht rechtfertigte sich mit seiner neuen Position in einer neuen politischen Gesellschaft in Ost-Berlin: „Ich habe keine Schüler, ich habe Angestellte.“
Ende November 1950 traf Berlau in Rotterdam ein und begann mit den Proben zu Mutter Courage und ihre Kinder am Theater Toneel. Berlaus Bericht über ihre Regieerfahrungen mit dem Modell im Ausland nahm Brecht in die Theaterarbeit auf.
Ruth Berlau war mit ihrer Aufgabe als Archivleiterin am Berliner Ensemble zunehmend unzufrieden. „Es war eine Sisyphusarbeit“, schrieb sie. Ihre Arbeit wurde in ihrer Bedeutung weder erkannt noch anerkannt. Sie fotografierte jede Inszenierung während der Proben und auch noch in vielen Vorstellungen nach der Premiere. Sie hatte die Filme nicht gezählt, denn es waren einige tausend Aufnahmen. „Ich will aber nicht mehr fotografieren. Ich wollte es ja nur, um Brecht zu helfen, um seine Stücke festzuhalten. In Berlin gibt es nun wirklich gute Fotografen genug, und jetzt kann er sie bezahlen. In Amerika war ich eine billige Arbeitskraft, und ich habe mich abgerackert. Ich will schreiben und Regie führen. Das ist mein Fach, mein Beruf.“ Brechts Meinung über ihre berufliche Forderung und ihre Wünsche verarbeitete er literarisch in Lai-Tus Produktion im Buch der Wendungen. „Der Dichter Kin-jeh sagte: es ist schwer zu sagen, was Lai-Tu produzierte. Vielleicht sind es die 22 Zeilen, die ich in mein Stück über die Landschaft einfügte, die ohne sie nie geschrieben worden wären. Natürlich haben wir nie über die Landschaft gesprochen. Was sie lustig nennt, hat mich auch beeinflusst. Es ist nicht das, was andere lustig nennen. Natürlich habe ich wohl auch die Art, wie sie sich bewegt, beim Bau meiner Gedichte verwendet. Sie macht ja eine Menge anderer Dinge, aber selbst wenn sie nur produziert hätte, was mich produzieren machte und produzieren ließ, würde sie sich doch gut gelohnt haben.“ (Kin-jeh litt nicht an Bescheidenheit.) Und in der Geschichte über Lai-Tus Wert schrieb er: „Lai-Tu dachte gering von sich, weil sie kein großes Werk hervorgebracht hatte. Weder als Schauspielerin noch als Dichterin wies sie besondere Leistungen auf. Dass im Hinblick auf sie Dichtungen hervorgebracht wurden und gute Leute sich besser verhielten als sonst, achtete sie für nichts. Me-Ti sagte ihr: Aber das bedeutet nicht, dass Du keine Leistung geliefert hast. Deine Güte wird festgestellt und gewürdigt, indem sie in Anspruch genommen wird. So erwirbt der Apfel seinen Ruhm, in dem er gegessen wird.“
Im Oktober 1955 flog Berlau nach Kopenhagen und blieb für mehrere Monate bei ihrer Mutter zu Besuch. Während dieser Zeit standen Brecht und Berlau in brieflichem Kontakt und wechselten aktuelle Informationen untereinander. Brecht war sehr daran gelegen, dass sie eine feste Bleibe in ihrer Heimat hatte, so wie damals ihr kleines Häuschen im Humlebäck, und teilte ihr seine Vorstellungen und Bedingungen für einen Hauskauf mit. Berlau war mit Brechts Vorschlag einverstanden und wollte nach einem geeigneten Haus suchen – „damit wir uns fern sind“ –, wollte aber gerne im September, so wie Brecht ihr geraten hatte, in Berlin sein.
Am 2. August 1956 erstellte Berlaus Anwalt Chr. Vilh. Hagens in Kopenhagen über Brechts Bedingungen ein Testament und schickte es an Brecht in Berlin als notariell beglaubigtes Originalexemplar. Das Thema um den Hauskauf und -verkauf wird wegen der vielen unwahren Behauptungen und widersprüchlichen Interpretationen in der Brecht-Forschung in einem gesonderten Abschnitt dargelegt.
Brecht starb am 14. August 1956 in seiner Wohnung in der Chausseestraße in Berlin an einem Herzinfarkt. Ruth Berlau war zu dieser Zeit noch in Kopenhagen und wurde telegrafisch über Brechts Tod benachrichtigt. Kurz nach seinem Tod kündigte die Leitung des Berliner Ensembles ihren Arbeitsvertrag. Man brauchte nicht lange nach den Gründen zu suchen. Eric Bentley, der junge Brecht-Übersetzer in den USA und Regisseur, schrieb in seinen Erinnerungen auch über einen Vorfall, der sich zwischen ihm und Ruth Berlau während der Proben von Mutter Courage in München 1950 ereignet hatte, und über die Folgen. „Erst als die Erben die Macht übernahmen, geriet ich endgültig auf die Liste der Feinde. Clifford Odets und Charles Laughton standen bereits darauf. Und es dauerte nicht lange, bis genau die Person, die ursprünglich (von Brecht) auf mich angesetzt war, sich zu uns dreien gesellte: Ruth Berlau. Sie ist tot, doch auch in den Achtzigern noch diffamiert die Winifred Wagner von Ostberlins Rotem Hügel, Barbara Brecht, ihren Namen.“ Bentley konnte nicht wissen, dass er bereits zuvor auf Brechts Abschussliste gestanden hatte. Die Brecht Chronik berichtet unter dem 28. Dezember 1955: „Im Zusammenhang mit einer Vereinbarung, die B (Brecht) mit seinem Sohn abschließen will, teilt Stefan seine Meinung zu Eric Bentley Elisabeth Hauptmann mit.“ „Ich kann Bentley nicht ausstehen und halte zudem seine Übersetzungen BBs für so skandalös schlecht, dass sie durch ihre bloße Existenz hier seinem Renommee und seiner Aufführbarkeit hier ernstlich schaden.“ Die Meinung seiner Kinder war Brecht wichtig und er holte sich diese gern ein.
Berlaus Leben nach Brechts Tod schilderte Hans Bunge in Lai-Tu aus seiner Sicht: „Das schlimmste war, dass sich auch die jungen Freunde, Schriftsteller und Theaterleute, von ihr abwandten, Leute, für die Ruth Berlau eine wunderbare Ratgeberin gewesen war, eine Vertraute auch in privaten Belangen und eine Helferin, die sich jederzeit bereitwillig ausbeuten ließ. Ruth Berlau hat die letzte Zeit ihres Lebens einsam verbracht, verlassen, ja gemieden von denen, die ihr hätten dankbar sein müssen. Auch ich gehörte am Ende dazu.“ Es seien noch Bentleys Worte hinzugefügt, dass sie „der warmherzigste Mensch in Brechts Umgebung war“ und dass Brecht einst ihren „chinesischen Fleiß“ gelobt hatte, ihre „Großzügigkeit und ihre Liebe, die ausreichte ein ganzes Volk glücklich zu machen.“

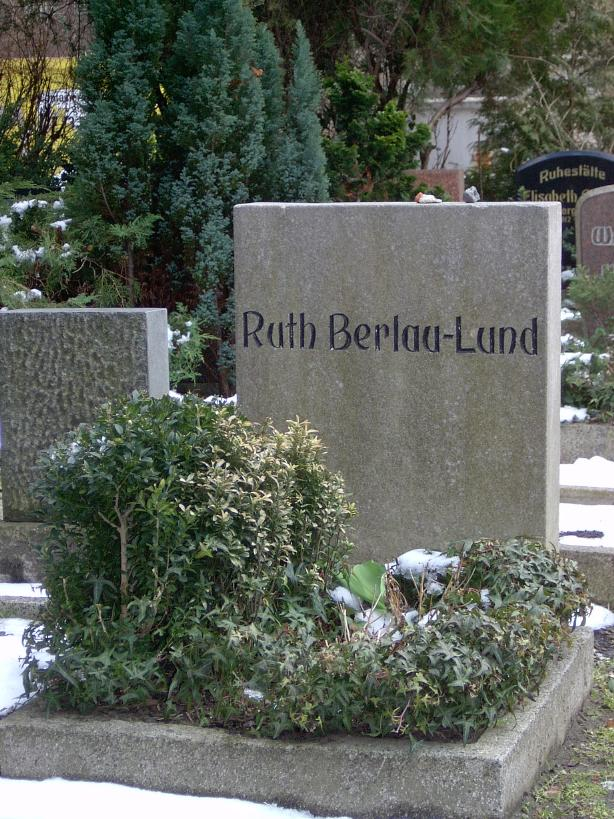
Grab von Ruth Berlau auf dem Dorotheenstädtischen Friedhof in Berlin

„Als ich einmal über einen Menschen sehr enttäuscht war, weil er nicht hielt, was wir uns von ihm versprochen hatten, nahm Brecht einen Bleistift und zeichnete mir auf: Von einem Menschen kannst Du zum Beispiel soviel erwarten, von einem anderen soviel und von einem dritten soviel. Du darfst nie beleidigt oder enttäuscht sein, wenn deine Vorstellungen nicht erfüllt werden. Dann hast Du Vorurteile gehabt. Wenn Du einen Menschen hast, auf den Du Dich hundertprozentig verlassen kannst, dann hast viel. Zwei solcher Menschen gibt es nicht. Für Brecht war dieser eine Mensch die Weigel.“
Die einfache Lebensphilosophie des Me-Ti über die Freunde hatte Ruth Berlau wohl verstanden, und als die Freunde zu ihr kamen, um Informationen über Brecht zu sammeln, oder sich ein Foto oder Negativ „ausliehen“ und nicht zurückbrachten, blieben ihr die Enttäuschungen nicht erspart.
Ruth Berlau starb am 16. Januar 1974 im Berliner Krankenhaus Charité, als ihr Bett durch eine Zigarette in Brand geriet.

„Dann kniete sie

und trocknete die

roten Tropfen auf:

Sie hatte ihn geschlagen.“

## Werke
- Reportage einer Fahrradtour nach Paris. in: Ekstra Bladet, 1928.
- Reportage einer Fahrradtour von Kopenhagen nach Moskau. In: Politiken. 1930.  Materialien und Zeitungsausschnitte in der Königlichen Bibliothek Kopenhagen
- Videre. Roman. Steen Hagelbalchs Verlag, Kopenhagen 1935.
- Alle ved alt. Komödie in 3 Akten. Deutsche Übersetzung: Alle wissen alles. Rezension von Werner Hecht über die Entstehungsgeschichte und Brechts Mitarbeit an das Stück in Theater der Zeit., H. 2, Berlin 2002, S. 25–29.
- Ethvert Dyr kan det. Poul Petri’s Bogtrykkeri, Kopenhagen 1940. Unter dem Pseudonym Maria Steen. Brecht ist nicht als Mitarbeiter der Erzählungen Alle wissen alles genannt. (Siehe auch:. Alle wissen alles. Schwank in drei Akten. Auszug in: Theater der Zeit. H. 2, Berlin 2002, S. 25–29.)
- Der große Vergnügungspark. Erzählung. Unter dem Pseudonym Maria Steen. Manuskript in Dänisch in der Königlichen Bibliothek Kopenhagen.
- Sie gab mir ihre Perlen. Über Karin Michaëlis. H. 7, Aufbau Verlag, Berlin 1950, S. 655.
- Brechts Lai-Tu. Erinnerungen und Notate. Hrsg. und mit einem Nachwort von Hans Bunge; Gudrun Bunge (Mitarbeit). (= Sammlung Luchterhand. Band 698). Luchterhand, Darmstadt/Neuwied 1987, ISBN 3-472-61698-9.
  - Brechts Lai-Tu. Erinnerungen und Notate. Hrsg. und mit einem Nachwort von Hans Bunge; Gudrun Bunge (Mitarbeit) mit Kommentaren von Barbara Brecht-Schall. Eulenspiegel Verlag, Berlin 1987, ISBN 3-359-00299-7.
- Dänische Übersetzung von Brechts Lai Tu. Erindringer og notater af Ruth Berlau. Udgivet af Hans Bunge. Pa dansk ved Leif G. Bertelsen. Gyldendal, Kopenhagen 1986.
- Spanische Übersetzung von Brechts Lai Tu. Una vida con Brecht. Recuerdos de Ruth Berlau. Editorial Trotta, Altamirano, Madrid 1995.
- Jedes Tier kann es. Erzählungen. Mit einem Nachwort von Klaus Völker. Persona Verlag, Mannheim 1989, ISBN 3-924652-12-0.
- Der Teufel ist ein schlechter Chauffeur. Zwischen Kopenhagen, Paris, New York und Berlin. Herausgegeben und mit einem Nachwort versehen von Ditte von Arnim. Transit Buchverlag, Berlin 2007, ISBN 978-3-88747-225-2.

### Theater (Regie)
- 1950: Bertolt Brecht: Die Mutter (Leipziger Volksbühne)

### Veröffentlichungen
- Ein Kompliment für den Dichter: „Das ist also Schwindel!“ Über Martin Andersen Nexö. In: Das Magazin. 1954 Berlin, H. 9, S. 50–53.
- „Was uns durch’s Leben trägt, sind unsere Füße!“ Eine wahre Geschichte über den dänischen Zeichner Robert Storm Petersen. In: Das Magazin. 1954, H. 8.
- „Der Kaukasische Kreidekreis“ von Brecht. In: Das Magazin. 1954, H. 9, S. 50–53.
- Der Ponystall. Das Magazin 1954, H. 10, S. 20–23.
- Ich will in Deinem Herzen leben... Über Shakespeares „Viel Lärm um nichts“. In: Das Magazin. 1954, H. 12, S. 52–55.
- Das „Berliner Ensemble“ spielt „Die Winterschlacht“ von Johannes R. Becher. In: Das Magazin. 1955, H. 1, S. 54–57.
- „Ein jugendlicher Held und Liebhaber wird dringend gesucht.“ Über das Landestheater Parchim. In: Das Magazin. 1955, H. 3, S. 53.58.
- Sind schöne Menschen selten? Über Gérard Philipe. In: Das Magazin. 1955, H. 5, S. 53.
- Willst Du Schauspielerin werden? Über Käthe Reichel. In: Das Magazin. 1955, H. 10, S. 3–8.
- In Erinnerung an Bertolt Brecht. In: Das Magazin. 1956, H. 10, S. 18–20.
- Im Tivoli. Über das Tivoli in Kopenhagen. In: Das Magazin. 1957, H. 4. S. 51f.
- Brecht und die Kinder. In: Das Magazin. 1957, H. 8. S. 22–25.
- Wie ich Barfrau in New York wurde. In: Das Magazin. 1957, H. 10, S. 18–21.
- Wie war Brecht? In: Das Magazin. 1958, H. 2, S. 22–25.
- „Liebe kann man nicht aussortieren.“ Erinnerung an Martin Andersen Nexö. In: Das Magazin. 1959, H. 6, S. 44–46.
- Unsere aktuelle Umfrage: Lustige Erlebnisse aus den letzten zehn Jahren. Darin u. a.: Ruth Berlau. In: Das Magazin. 1959, S. 44–46.
- Meine Zeit als Leierkastenfrau. In: Das Magazin. 1959, H. 12, S. 14.
- Meine Zeit als Reinemacherfrau in New York. In: Das Magazin. 1962, H. 12, S. 23.
- „Ich wäre gerne auch weise.“ Zum 65. Geburtstag von Hanns Eisler am 6. Juli. In: Das Magazin. 1963, H. 2, S. 23–26.
- Freundschaft. Zum 65. Geburtstag von Hanns Eisler am 6. Juli. In: Das Magazin. 1963, S. 22–25.
- Der Kapitän und sein Schiff. Über Bertolt Brecht. In: Das Magazin. 1967, S. H. 10, S. 10f.
- Brecht und die humorvollen Dänen. In: Das Magazin. 1969, H. 8, S. 14–17.
- Brecht führt Regie. Ruth Berlau erzählt von den Proben zu Brechts „Kaukasischem Kreidekreis“ im Berliner Ensemble. In: Neue Berliner Illustrierte. In: Das Magazin. 1954, 3. Augustheft.
- Poesie der Regie. In: Sinn und Form. Zweites Sonderheft Bertolt Brecht. Rütten und Loening, Berlin 1957.
- Bertolt Brecht. I. Brecht als Flüchtling. In: Freie Welt. Berlin, 4. September 1958.
- Bertolt Brecht. II. Der Fabrikdirektorsohn wird Kommunist. In: Freie Welt. Berlin, 11. September 1958.
- Bertolt Brecht. III. Brechts Berliner Ensemble – Helfer unseres Aufbaus. In: Freie Welt. Berlin, 18. September 1958.
- Über Charlie Chaplin. Schriftsteller und Film. Dokumentation und Bibliographie. Aus den Sammlungen der Sektion Literatur und Sprachpflege. Hrsg. Von Erika Pick. Akademie der Künste, Berlin 1979.

### Übersetzungen, Mitarbeit und Herausgabe
- Bertolt Brecht: Die Mutter. Übersetzung ins Dänische und Aufführung unter ihrer Regie und in von ihr gegründetem Arbeitertheater Kopenhagen 1934.
- Bertolt Brecht: Frau Carrars Gevaerer. Übersetzung: Ruth Berlau. Kopenhagen 1938.
- Bertolt Brecht: Svendborger Gedichte. Herausgegeben von Ruth Berlau. Malik-Verlag, 1939.
- Bertolt Brecht: Furcht und Elend des III. Reiches. Übersetzung ins Dänische von Ruth Berlau. 1940.
- Bertolt Brecht, Casper Neher: Antigonemodell 1948. Redaktion: Ruth Berlau. Mit 94 Bildern der Aufführung in Chur/Schweiz von Ruth Berlau. Gebrüder Weiss Verlag, Berlin 1949.
- Bertolt Brecht: Der Hofmeister von Jacob Michael Reinhold Lenz. Bearbeitung unter Mitwirkung u. a. von Ruth Berlau. Suhrkamp Verlag, Berlin 1951 (= Versuche. 11)
- Bertolt Brecht: Die Gewehre der Frau Carrar. Modellmappe mit Szenenfotos der Aufführungen in Paris 1937, Kopenhagen 1938, Greifswald 1952. Anmerkungen von Ruth Berlau. Hrsg. v. Verlag der Kunst Dresden 1952. Theaterarbeit. 6 Aufführungen des Berliner Ensembles. Redaktion: Ruth Berlau, Bertolt Brecht, Claus Hubalek, Peter Palitzsch, Käthe Rülicke. Hrsg. v. Berliner Ensemble, Helene Weigel. VVV Dresdner Verlag, 1952. 2. durchges. u. erw. Aufl.: Henschel Verlag, 1961.
- Bertolt Brecht: Der gute Mensch von Sezuan. Mitarbeit: Ruth Berlau, Margarete Stefin. Suhrkamp Verlag, 1953. (= Versuche. 12.)
- Bertolt Brecht: Der kaukasische Kreidekreis. Mitarbeit: Ruth Berlau. Suhrkamp Verlag, 1954. (= Versuche. 13.)
- Bertolt Brecht: Kriegsfibel. Hrsg. v. Ruth Berlau. Eulenspiegel Verlag, 1955.
- Bertolt Brecht, Caspar Neher: Antigonemodell 1948. Hrsg. v. d. Deutschen Akademie der Künste. Redaktion und Fotos: Ruth Berlau. Henschel Verlag, 1955. (1. Modellbuch des Berliner Ensembles)
- Bertolt Brecht: Leben des Galilei. Aufbau einer Rolle. Redaktion und Fotos: Ruth Berlau. Laughtons Galilei. Hrsg. v. d. Deutschen Akademie der Künste. Henschel Verlag, 1956. (2. Modellbuch des Berliner Ensembles)
- Bertolt Brecht: Die Tage der Commune. Mitarbeit: Ruth Berlau. Aufbau Verlag, 1957. (= Versuche. 15.)
- Bertolt Brecht: Mutter Courage und ihre Kinder. Mit Szenenfotos der Aufführungen des Deutschen Theaters, des Berliner Ensembles u. d. Münchener Kammerspiele von Ruth Berlau, Heiner Hill, Ruth Wilhelmi. Hrsg. v. d. Deutschen Akademie der Künste. Henschel Verlag, 1958. (3. Modellbuch des Berliner Ensembles)

## Künstlerische Rezeption
2012 fand die Uraufführung des Theaterstücks Brennend, aber nicht verzehrt, Ruth Berlau – Geliebte Brechts des Schauspielers und Regisseurs Mike Maria im Theater Tiefrot in Köln statt. Das Stück spiegelt das Leben von Ruth Berlau – gespielt von Marina Matthias – wider.